# 佐川翔
佐川 翔（さがわ しょう、1991年2月11日 - ）は、日本の元男子バレーボール選手。

## 来歴
大阪府堺市出身。兄弟の影響を受けて小学3年生の頃よりバレーボールを始める。
開智高等学校、関西学院大学を経て、2013年1月に地元であるV・プレミアリーグ（当時の1部リーグ）の堺ブレイザーズの内定選手となり、試合にも出場した。また、初のジュニアブレイザーズ出身のシニア選手となった。
2013年4月、大学を卒業し堺に入団。
2022年2月5日、V1リーグのJTサンダーズ広島戦（広島県東広島市・東広島運動公園体育館）でVリーグ通算230試合出場となり、Vリーグ特別表彰制度の「Vリーグ栄誉賞」の表彰基準に到達し、シーズン終了後に受賞した。
2022年4月30日より開催された第70回黒鷲旗全日本選抜大会をもって現役を引退した。
2025年、強化部副部長兼GM補佐としてブレイザーズに復帰。 

## 所属チーム
- 開智高等学校
- 関西学院大学
- 堺ブレイザーズ（2013-2022年）

## 受賞歴
- 2022年 - 2021-22 V.LEAGUE DIVISION1 MEN Vリーグ栄誉賞